# Tokyo Shaking
Pour plus de détails, voir Fiche technique et Distribution.
Tokyo Shaking est un film franco-belge réalisé par Olivier Peyon sorti en 2021.

## Synopsis
Alexandra, employée depuis peu pour une banque française à Tokyo, doit affronter la terrible journée du 11 mars 2011, celle où se produit le séisme de 2011 de la côte Pacifique du Tōhoku.

## Fiche technique
Sauf indication contraire, les informations mentionnées dans cette section peuvent être confirmées par la base de données cinématographiques IMDb,  présente dans la section « Liens externes ».
- Titre original : Tokyo Shaking
- Réalisation : Olivier Peyon
- Scénario : Olivier Peyon et Cyril Brody
- Directeur de la photographie : Alexis Kavyrchine
- Montage : Tina Baz
- Production : Kristina Larsen
- Société de production : Les Films du Lendemain
- SOFICA : Cinéventure 5
- Société de distribution : Wild Bunch
- Pays d'origine :  France,  Belgique
- Budget : 4,8 millions d'euros[2]
- Durée : 101 minutes
- Genre : comédie dramatique
- Date de sortie : 
  - France : 23 juin 2021[3]

## Distribution
- Karin Viard : Alexandra Pacquart
- Stéphane Bak : Amani Sassou
- Yumi Narita : Kimiko
- Charlie Dupont : Bertrand Pacquart
- Jean-François Cayrey : Michel
- Émilie Gavois-Kahn : Béatrice
- Philippe Uchan : Dominique Besse
- Valérie Baurens : Annette
- Nola Blossom : Camille Pacquart
- Simon Ayache : Victor Pacquart

## Production et tournage
L’idée est partie du récit d’une amie d’Olivier Peyon qui travaillait dans une grande banque française à Tokyo au moment du tsunami de Fukushima. Elle a inspiré le personnage d’Alexandra.
Le tournage a eu lieu moitié en France et moitié au Japon. Certains intérieurs du film (banque et appartement) ont été tournés à Saint Ouen, les extérieurs à Tokyo, en partie avec une caméra cachée. Les images d’archives des informations de la NHK sur les écrans ont dû être recréées, ainsi que les explosions de la Centrale, car la télévision nationale japonaise refusait d’en céder les droits.
Le tournage au Japon a eu lieu en février 2020, alors que le pays commençait à se confiner. L’ingénieur du son Marc Engels est décédé du Covid en Belgique pendant le montage du film, qui lui est dédié.